# P物質
P物質 (英語: substance P、サブスタンスP) は、タキキニンの一種で痛覚の神経伝達物質。三叉神経節、内頚神経節に含まれ、血管に広く存在し、硬膜の血管にも分布する。腸管からも分泌される。
炎症にも関連し、軸索反射により放出されると紅斑（フレア）が出る。鍼灸ではこの作用を利用し、体質改善を促進したりしている。酵素作用により分解されると不活性化される。
また、片頭痛では三叉神経末端が刺激されてそこからカルシトニン遺伝子関連ペプチドなどの発痛物質が放出され、痛みが増強するとされている。このため片頭痛の急性期治療にP物質の拮抗薬が有効ではないかとする研究が進んでいる。